# Општина Пела
Општина Пела (грч. Δήμος Πέλλας, Димос Пелас) је општина у Грчкој у округу Пела, периферија Средишња Македонија. Административни центар је град Ениџе Вардар. Општина је добила име по античком граду Пела.

## Насељена места
Општина Пела је формирана 1. јануара 2011. године спајањем 5 некадашњих административних јединица: Александар Велики, Ениџе Вардар, Кирос, Пласничево и Постол.
- Општинска јединица Александар Велики: Кадиново, Ђупчево, Карајотица, Липариново, Лозаново, Сарбегово, Свети Ђорђе, Трифулчево.
- Општинска јединица Ениџе Вардар: Ениџе Вардар, Аларе, Балџа, Дамјан, Елефтерохори, Киркалово, Крушари, Литовој, Месијано, Радомир.
- Општинска јдиница Кирос: Нова Вадришта, Аксос, Ахладохори, Бабјани, Вадришта, Вети Пазар, Корнишор, Обор, Плајари.
- Општинска јединица Пласничево: Пласничево, Врежот, Голо Село, Горњи Власи, Чичегас.
- Општинска јединица Постол: Постол, Бозец, Грубевци, Кониково, Ливадица, Нова Пела, Рамел.